# جان إيف فيري
جان إيف فيري (بالفرنسية: Jean-Yves Ferri)‏ هو رسام كارتون وكاتب سيناريو ورسام توضيحي فرنسي، ولد في 20 أبريل 1959 في الجزائر.

## وصلات خارجية
- جان إيف فيري على موقع IMDb (الإنجليزية)
- جان إيف فيري على موقع مونزينجر (الألمانية)